# 1109

## Родени
- Афонсу I, крал на Португалия

## Починали
- 21 април – Анселм Кентърбърийски, италиански философ
- 1 юли – Алфонсо VI, крал на Леон и Кастилия